# Ülemiste
 Denne artikel omhandler byområdet Ülemiste. For søen, se Ülemistesøen.
Ülemiste er et underområde (estisk: asum) i distriktet Lasnamäe i Tallinn, hovedstaden i Estland. Den har en befolkning på 1.444 (Pr.  1. januar 2015).
Estlands største lufthavn Lennart Meri Tallinn Lufthavn er beliggende i Ülemiste.
Ülemiste har en station på Elron-jernbanelinjen.
I Ülemiste ligger indkøbscenteret Ülemiste Keskus, forretningsparken Ülemiste City og den internationale skole Tallinna Euroopa Kool.

## Galleri
- Ülemiste togstation
- Nordea
- Bro mellem gaderne Suur-Sõjamäe og Järvevana, inden åbningen